# Grenzlast bei Schienenfahrzeugen
Als Grenzlast wird eine Anhängelast (Wagenzugmasse) angesehen, die maximal von einem oder mehreren Triebfahrzeug(en) mit einer bestimmten Geschwindigkeit zuverlässig über eine bestimmte Strecke befördert werden kann. Dabei werden Reserven für schwankende Eingangsgrößen (Wetter/Motorleistung) und für flüssigen Betriebsablauf berücksichtigt.
Mit der Grenzlast können grundlegende Aussagen über:
- Leistungsfähigkeit der Triebfahrzeuge und deren Eignung für Beförderungsaufgaben,
- Zugbildung und die Besonderheiten der Fahrplangestaltung,
- Verfügbarkeit der Trassen und die Sicherung der Leistungsfähigkeit der Strecken,
- Durchführbarkeit von Hilfsleistungen im Havariefall gewonnen werden.

Es gibt drei Arten der Grenzlasten:
- Die mechanische Anfahrgrenzlast ist die Wagenzugmasse, die von einem oder mehreren Triebfahrzeug(en) in Abhängigkeit von der Anfahrzugkraft, den Fahrwiderständen und der zulässigen Antriebs-Belastbarkeit des Triebfahrzeugs angefahren werden kann.
- Die Anhängegrenzlast ist die Wagenzugmasse, die von einem oder mehreren Triebfahrzeug(en) in Abhängigkeit von der geschwindigkeitsabhängigen Zugkraft und den Fahrwiderständen mit einer vorgegebenen Mindestgeschwindigkeit befördert werden kann.
- Die Zughakengrenzlast ist abhängig von der betrieblichen Festigkeit der Zugeinrichtung. Entsprechende Werte werden von der für die Bahngesellschaft zuständigen Dienststelle bekanntgegeben, in Deutschland z. B. von dem Bundesbahn-Zentralamt Minden in dem Dokument „Größte Bruttomassen der Züge nach der Festigkeit der Zugeinrichtung im Moment der Anfahrt“.

Für jeden betrieblich relevanten Anfahrpunkt (z. B. vor Hauptsignalen) resultiert die Grenzlast, aus dem Minimum der drei Grenzlasten. Für den gesamten Laufweg einer Zugfahrt ergibt sich die Grenzlast wiederum aus dem Minimum aller betrieblich relevanten Anfahrpunkte.
Bei nachgeschobenen Zügen gibt es des Weiteren eine Druckkraft-Grenzlast, welche zur Grenzlast addiert wird. Diese ergibt sich aus dem Minimum der örtlich zulässigen Druckkraft und der maximal möglichen Druckkraft der Schiebelokomotive(n).